# Martin Max
Martin Max (Tarnowskie Góry, Polònia, 7 d'agost de 1968) és un futbolista retirat, de nacionalitat alemanya, que jugava com a davanter.
Max va jugar en quatre equips diferents de la primera divisió alemanya, la Bundesliga, i va esdevenir un dels futbolistes més veterans en proclamar-se màxim golejador de la lliga. Ho va aconseguir dues vegades, una amb 32 anys, i l'altra amb 34. El 2002 va disputar el seu únic partit com a internacional amb la selecció alemanya.

## Palmarès

### Club
Borussia M'Gladbach
- Copa: 1994-95

Schalke 04
- Copa de la UEFA: 1996–97

### Individual
- Màxim golejador de la Bundesliga: 1999-2000, 2001-02